# Souk El Blat
Le souk El Blat (arabe : سوق البلاط) ou souk des Tuiles est l'un des souks de la médina de Tunis, spécialisé dans la vente des plantes médicinales.

## Localisation
Occupant une rue étroite dont une partie importante est couverte, il est situé dans le cœur de la médina. On peut y accéder à partir du sud de la mosquée Zitouna, en allant vers le souk El Kachachine ou, de l'autre côté, par la rue des Teinturiers.
On y trouve un certain nombre de monuments dont :
- Khalwa de Sidi Abou Hassan al-Chadhili
- Dar Bach Hamba

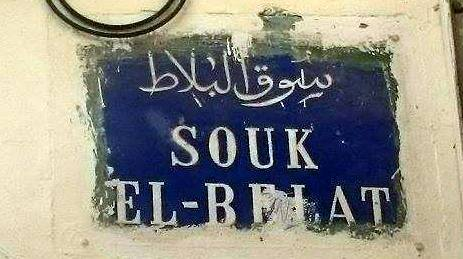
Plaque métallique à l'entrée du souk.
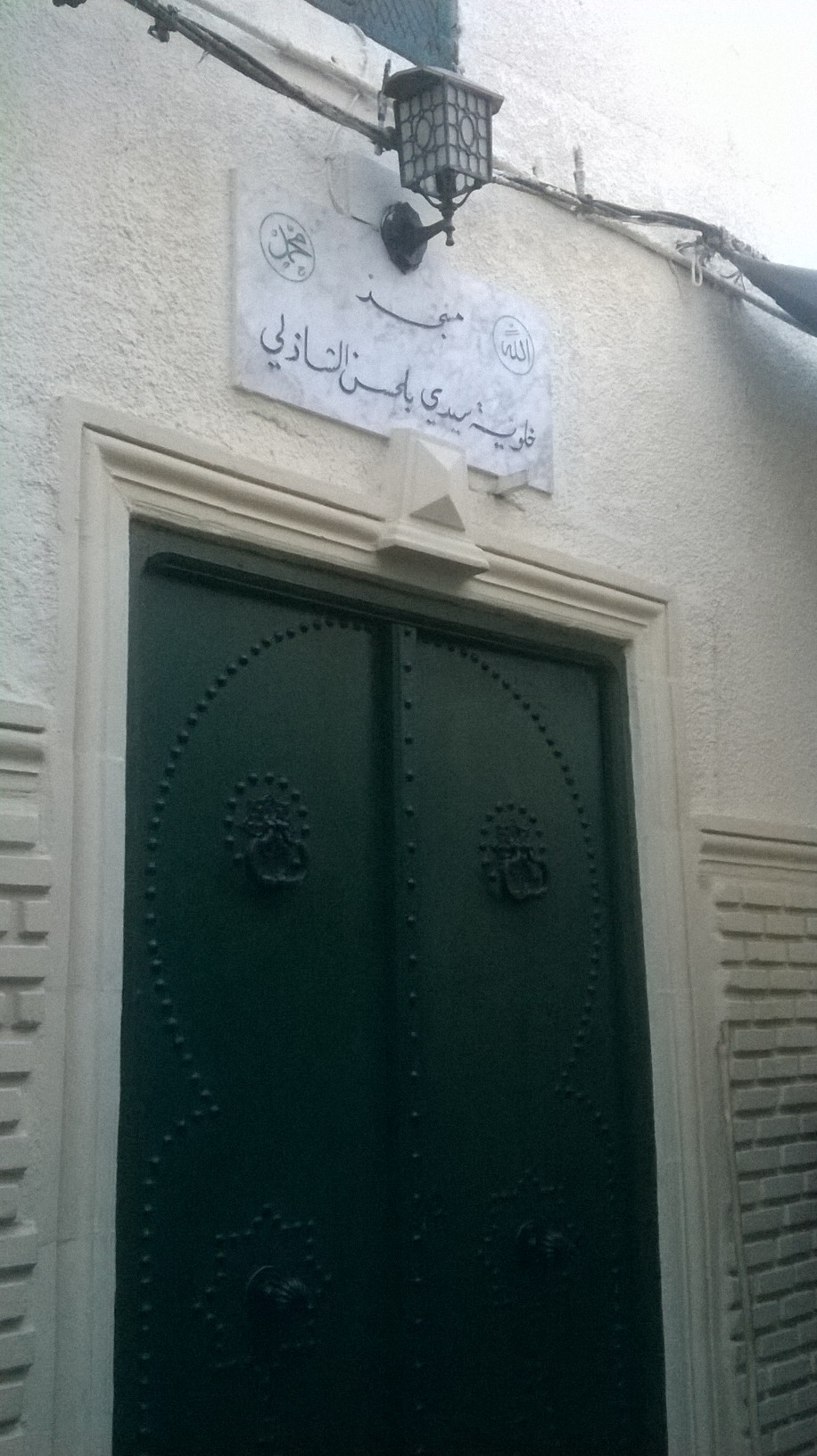
Khalwa de Sidi Abou Hassan al-Chadhili.
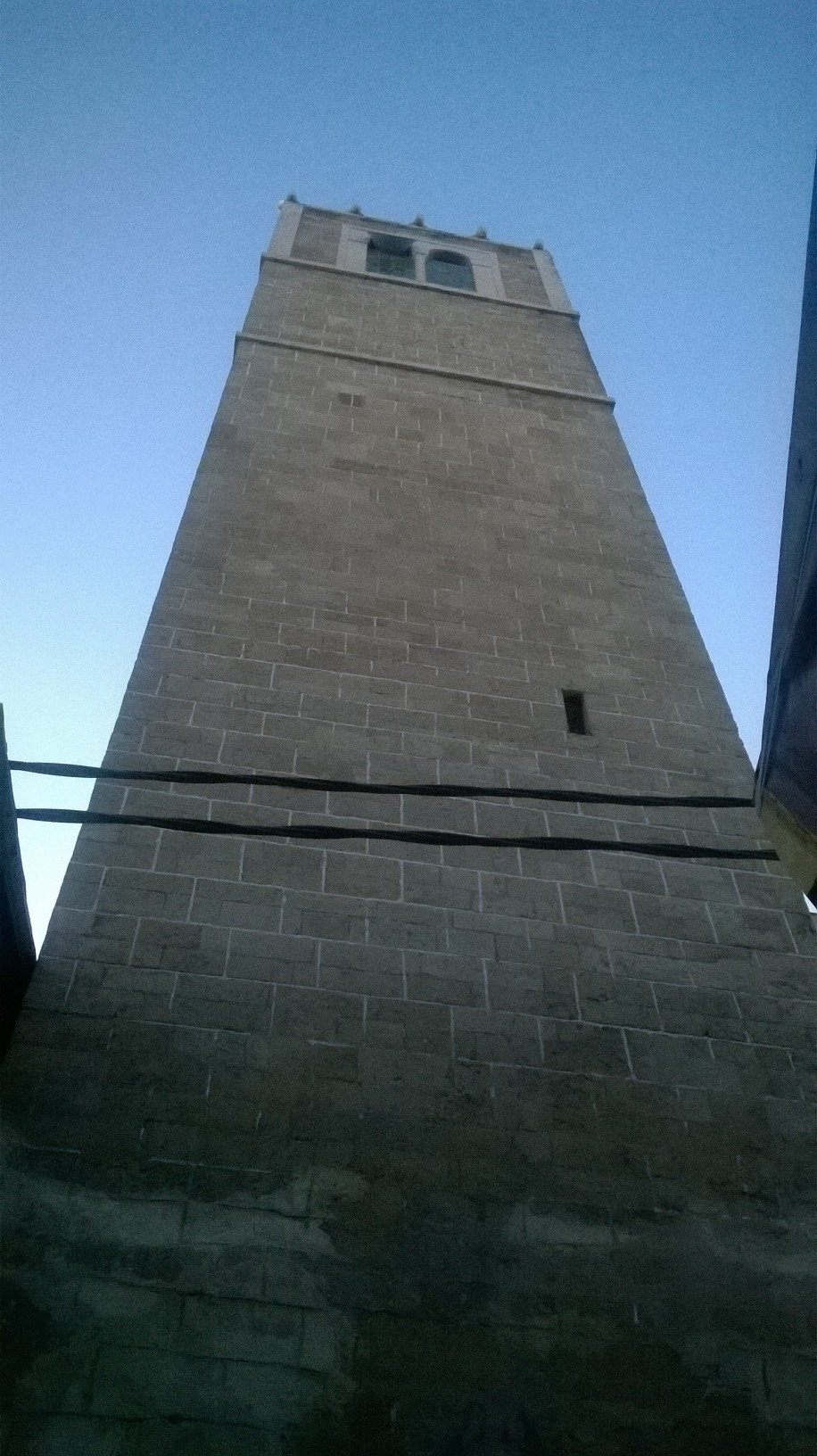
Minaret de la khalwa de Sidi Abou Hassan al-Chadhili.
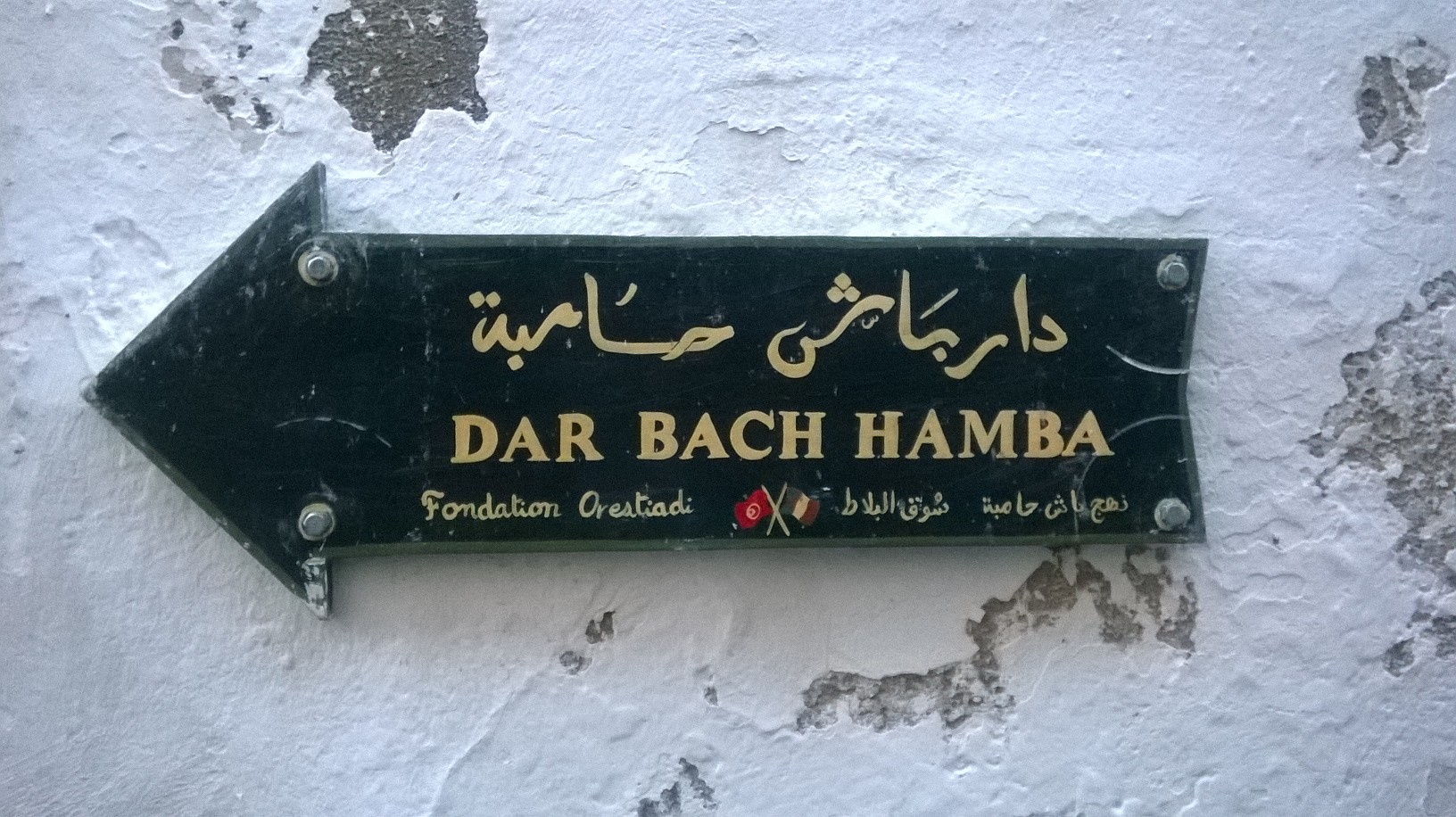
Dar Bach Hamba.

## Historique

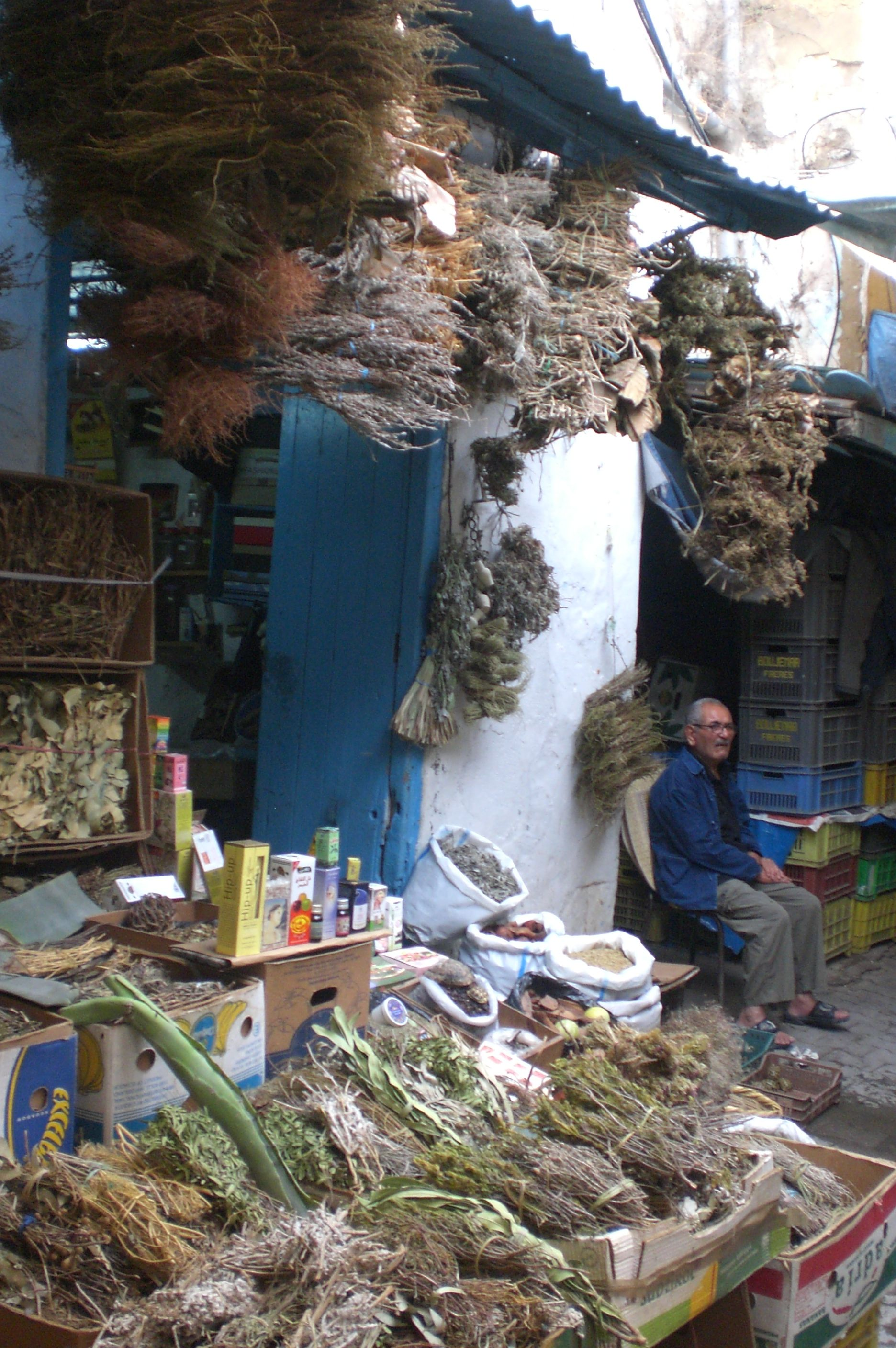
Herboriste au souk.

Il n'y a pas d'accord sur la fondation de ce souk : certains le datent de l'époque aghlabide (IXe siècle). D'autres affirment qu'il a été fondé au XIIe siècle par le corps d’armée des Khourassanides. En tout cas, il semble que ce marché existe à l'époque hafside ; il est reconstruit à partir du début de l'époque husseinite, lorsque le fondateur Hussein Ier Bey bâtit un certain nombre de souks[réf. souhaitée].
Plusieurs interprétations existent par ailleurs sur sa dénomination : Charles Lallemand attribue son nom à une plante (blata) qui foisonnait à cet endroit autrefois proche du palais des Khourassanides.
Parmi ceux qui ont fait référence à ce souk, on trouve aussi Mohammed ibn Othman al-Hachaichi (1853-1912) dans son livre Les coutumes et les traditions de la Tunisie : le don et l'intérêt scientifique dans les habitudes tunisiennes. Une résolution du grand vizir, datée du 21 janvier 1937 et portant sur les professions et des industries traditionnelles, y signale la vente des plantes médicinales[réf. souhaitée].

## Produits
Depuis sa création, ce souk est spécialisé dans la vente des plantes médicinales telles le thym et le romarin, le matricaire discoïde, le chou-fleur, le fenouil, la violette odorante, le coquelicot, la coriandre et la verveine, l'eucalyptus, le gingembre ou encore le ginseng, mais aussi d'autres produits comme la cire d'abeille.
En plus des herbes utilisées dans un but médicinal, on y trouve aussi des animaux comme le caméléon ou la tortue ; le premier est placé dans un kanoun ou égorgé pour protéger la maison du mauvais œil, la seconde placée à l’entrée de la maison pour lutter contre l'infidélité dans le couple.
Cependant, le nombre de vendeurs a diminué avec l'usage croissant de la médecine moderne, poussant les marchands à se convertir à d’autres activités. Divers produits, comme des vêtements, y sont désormais vendus.